# 北九州市立企救中学校
北九州市立企救中学校（きたきゅうしゅうしりつ きくちゅうがっこう）は、福岡県北九州市小倉南区南若園町にある公立中学校。

## 校名の由来
「企救」という地名は、万葉集に「豊国企久（とよのくにきく）」、「規矩郡（きくぐん）」という文字で登場する。読み方はどちらも「きく」であるが、当時は表記が定まっておらず、書物を書くときに縁起のよい字を使用するので、様々な表記が存在していた。
江戸時代初期までは「規矩」が多く用いられていたが、次第に「企救」へ定まっていった。

## 沿革

### 学校組織
- 1947年4月 - 小倉市立第六中学校として開校。
- 1951年4月 - 小倉市立企救中学校に改称。
- 1963年2月10日 - 北九州市立企救中学校に改称。

### 設備
- 1992年5月 - 中庭にブロンズ像「挑む」を設置。
- 1994年7月 - 新・体育館竣工
- 2005年8月 - 1棟校舎大規模工事
- 2006年8月 - 2棟校舎大規模工事

### 行事
- 1996年11月 創立50周年記念式典
  - 記念講演 水野雄仁
- 2000年11月 「企救文化発表会」開始
- 2004年11月 「企救中フェスティバル」開始

## 五行碑
翳りなき
栄光よ永遠に
いや髙き希望仰ぎて
伸びゆく生命
規矩野に萌えよ
この碑は創立10周年を記念して福岡県より表彰を受けた際に玄関前に設置したものである。

## 部活動
- 柔道部 - 第40回全国中学校柔道大会男子団体戦優勝。

## 著名な出身者
- お宮の松（お笑い芸人）
- 能智亜衣美（柔道選手）

## 交通
- 北九州モノレール北方駅から徒歩13分
- 西鉄バス北九州企救中学校前バス停から徒歩3分

## 周辺施設
- 北九州市立大学
- 福岡県立北九州高等学校
- 北九州市立小倉南支援学校
- 陸上自衛隊小倉駐屯地
- 北九州医療刑務所
- 小倉南警察署